# Hadena acopampensis
Hadena acopampensis är en fjärilsart som beskrevs av Embrik Strand 1922. Hadena acopampensis ingår i släktet Hadena och familjen nattflyn. Inga underarter finns listade i Catalogue of Life.